# Kubak Belarusi
La Kubak Belarusi (in bielorusso Кубак Беларусi?) è la coppa nazionale di calcio bielorussa, assegnata dalla federcalcio locale. È il secondo torneo calcistico bielorusso per importanza dopo il campionato di Vyšėjšaja Liha.

## Statistiche

### Vittorie per club
| Club              | Vittorie | Anno                         |
| ----------------- | -------- | ---------------------------- |
| BATĖ Borisov      | 5        | 2006, 2010, 2015, 2020, 2021 |
| Belšyna           | 3        | 1997, 1999, 2001             |
| Dinamo Brėst      | 3        | 2007, 2017, 2018             |
| Dinamo Minsk      | 3        | 1992, 1994, 2003             |
| Šachcër Salihorsk | 3        | 2004, 2014, 2019             |
| Homel'            | 3        | 2002, 2011, 2022             |
| Nëman             | 3        | 1993, 2024, 2025             |
| Naftan            | 2        | 2009, 2012                   |
| Slavija-Mazyr     | 2        | 1996, 2000                   |
| MTZ-RIPA Minsk    | 2        | 2005, 2008                   |
| Tarpeda-BelAZ     | 2        | 2016, 2023                   |
| Dinamo-93 Minsk   | 1        | 1995                         |
| Vicebsk           | 1        | 1998                         |
| Minsk             | 1        | 2013                         |